# Tania Madriaga
Tania Isabel Madriaga Flores (Santiago, 1972) es una socióloga y política chilena, integrante de la Convención Constitucional en representación del distrito n.º 7 desde julio de 2021.

## Biografía

### Primeros años
Nació en 1972 en la toma de terreno “Nueva Habana”, en Santiago de Chile. En 1979, con siete años, salió al exilio y llegó a la ciudad de Amberes en Bélgica, luego a La Habana en Cuba. Volvió a Chile en el año 1986 y desde el año 2017 vive en Valparaíso.
Estudió sociología en la Universidad de Concepción y realizó un magíster en ciencias sociales en la Universidad de Chile.

### Carrera política
Se desempeñó como colaboradora del alcalde de Valparaíso, Jorge Sharp, trabajando como directora de la Secretaría de Planificación Comunal. Al igual que el jefe comunal fue militante de Convergencia Social, partido al que renunció en noviembre de 2019.
Asumió como vicepresidenta adjunta de la Convención Constitucional el 6 de septiembre de 2021, luego de la renuncia de Rodrigo Rojas Vade a dicho cargo el día anterior, luego que se revelara que mintió sobre su enfermedad y no tenía cáncer. Madriaga fue nominada dado que fue la acompañante de Rojas Vade en la postulación para la vicepresidencia ya que estas debían cumplir con el criterio de paridad de género. Dos días después, Madriaga informó que decidió no continuar como vicepresidenta adjunta.
El 21 de septiembre anunció su renuncia al grupo «Pueblo Constituyente», pasando a conformar el Grupo Mixto de la Convención Constitucional.
Después de la Convención Constitucional, Madriaga pasó a formar parte de Transformar Chile, movimiento político liderado por Jorge Sharp y que intentó constituirse como partido. En 2024 renunció a dicho movimiento y anunció su precandidatura como candidata independiente a la elección de gobernador regional de Valparaíso.

## Historial electoral

### Elecciones de convencionales constituyentes de 2021
- Elecciones de convencionales constituyentes de 2021, para convencional constituyente por el distrito 7 (Algarrobo, Cartagena, Casablanca, Concón, El Quisco, El Tabo, Isla de Pascua, Juan Fernández, San Antonio, Santo Domingo, Valparaíso, Viña del Mar)[21]

| Candidato                  | Pacto               | Partido | Votos  | %    | Resultados   |
| -------------------------- | ------------------- | ------- | ------ | ---- | ------------ |
| Jaime Bassa Mercado        | Apruebo Dignidad    | ILYQ    | 43 507 | 13.1 | Convencional |
| Jorge Arancibia Reyes      | Vamos por Chile     | ILXP    | 21 523 | 6.5  | Convencional |
| Camila Zárate Zárate       | La Lista del Pueblo | ILZN    | 18 939 | 5.7  | Convencional |
| Agustín Squella Narducci   | Lista del Apruebo   | ILYB    | 17 710 | 5.3  | Convencional |
| Tania Madriaga Flores      | La Lista del Pueblo | ILZN    | 15 017 | 4.5  | Convencional |
| Raúl Celis Montt           | Vamos por Chile     | RN      | 13 733 | 4.1  | Convencional |
| Tomás Lagomarsino Guzmán   | La Lista del Pueblo | ILZN    | 12 614 | 3.8  |              |
| Luis Cuello Peña y Lillo   | Apruebo Dignidad    | PCCh    | 12 199 | 3.7  |              |
| Juan Rodríguez Oyarzún     | Vamos por Chile     | ILXP    | 12 075 | 3.6  |              |
| Cristián Bellei Carvacho   | Apruebo Dignidad    | ILYQ    | 9802   | 3.0  |              |
| Constanza Valdés Contreras | Apruebo Dignidad    | COM     | 6634   | 2.0  |              |
| Hotuiti Teao Drago         | Vamos por Chile     | ILXP    | 4974   | 1.5  |              |
| Pedro Cayuqueo Millaqueo   | Lista del Apruebo   | ILYB    | 4761   | 1.4  |              |
| María José Oyarzún Solís   | Apruebo Dignidad    | RD      | 2584   | 0.8  | Convencional |